# Шапіро Фелікс Львович
Фелікс Львович Шапіро (1879—1961) — російський і радянський філолог-лексикограф і педагог. Автор першого в СРСР іврит-російського словника (1963), який зіграв величезну роль у відродженні національної самосвідомості євреїв СРСР у 1960-80-ті роки.
Фелікс Львович народився у 1879 в єврейському містечку Холуй поблизу Бобруйська, Мінська губернія, в Білорусі. Батьком його був учитель хедеру Лейба Шапіро, а матір'ю — дружина Лейби — Сара-Донна.
Фелікс Львович був знайомий з Надією Костянтинівною Крупською.